# 科爾雷恩 (北卡羅萊納州)
科爾雷恩（英語：Colerain）是一個位於美國北卡羅萊納州伯蒂縣的城鎮。

## 人口
根據2020年美國人口普查的數據，科爾雷恩的面積為0.68平方千米，皆為陸地。當地共有人口217人，而人口密度為每平方千米319人。